# 佐久本昌広
佐久本 昌広（さくもと まさひろ、1974年7月15日 - ）は、沖縄県中頭郡読谷村出身の元プロ野球選手（投手）、プロ野球コーチ。

## 来歴・人物

### プロ入り前
中学時代には沖縄選抜として九州大会で優勝。高校は福岡県の久留米工大付属高に野球留学した。大和銀行では1995年に日本生命の補強選手として都市対抗野球に出場した。

### ダイエー時代
1995年度ドラフト会議で福岡ダイエーホークスから4位指名を受けて入団。1年目から中継ぎを中心に一軍で活躍。1997年にはルーキーストッパーの岡本克道に繋ぐセットアッパーとして、8勝3セーブを挙げた。1998年には中盤以降から最後まで先発ローテーションに加わり6勝を記録（先発成績は4勝5敗）。1999年には工藤公康に次ぐ左投手の先発2番手として期待され、開幕からローテーションに入ったものの不調で二軍落ち、終盤に復調し日本シリーズ第5戦に先発登板した。同年オフには、FAで巨人へ移籍した工藤の自主トレにも参加して鍛え直すなど、ポスト工藤の一番手として期待された。
2000年、開幕ローテーションに入るものの、3試合の登板でことごとく打ち込まれ、以降一軍での先発登板がなかった。この年チームはパ・リーグ2連覇を達成するがその輪には入れず、日本シリーズの左投手攻略用打撃投手要員で一軍に呼ばれるという屈辱も味わった。

### 阪神時代
2002年シーズンオフ、松田匡司との交換トレードで阪神タイガースへ移籍。読売ジャイアンツへ移籍していたタフィ・ローズとダイエー時代相性が良いことなどが期待されたが、制球難が顔を出すなどして、さらにジェフ・ウィリアムスや吉野誠ら分厚い阪神中継ぎ左腕投手陣を乗り越えることはできず、登板機会は与えられなかった。
速球派とも軟投派とも言えず、これといったセールスポイントがないことも問題となっており、2004年キャンプではそれまでのオーバースローからサイドスローにフォームを変更。試行錯誤が続いたものの、一軍では全く結果を出せず、2005年10月5日に戦力外通告を受ける。

### 横浜時代
2005年シーズンオフに受けた合同トライアウトを経て、2006年より、当時左腕投手不足が深刻だった横浜ベイスターズに入団。戦力外通告から横浜入団までの経緯は、2005年12月28日にTBSで放送された『プロ野球戦力外通告・クビを宣告された男達』の中で紹介された。
2006年は21試合に登板したものの今ひとつ安定せず、年間を通じて一軍に定着することができなかった。
2007年は再び工藤と同僚となったが、左腕の中継投手が豊富になったチーム事情から一軍に昇格できず、ファーム（湘南シーレックス）での登板でも失点を重ねるなど結果を残すことができなかった。10月に戦力外通告を受け、現役引退を表明した。

### 現役引退後
引退後の2008年からは横浜の打撃投手を務め、2011年シーズンオフに退団した。
退団後は地元沖縄に戻り、会社員として株式会社沖縄ダイケンに勤務していた他、2012年と2013年には沖縄セルラースタジアム那覇での試合でRBCiラジオ エキサイトナイターの解説を務めた。
2014年11月8日、工藤が監督を務める福岡ソフトバンクホークスに、三軍投手コーチとして13年ぶりに復帰することが発表された。2017年からは二軍投手コーチを務め、2019年はファーム投手巡回コーチを担当。2020年・2021年は一軍投手コーチ、2022年はリハビリ担当コーチ、2023年は新設された四軍のリハビリ担当投手コーチ（投手）を務め、2024年からは三軍投手コーチ（チーフ）を務める。2024年限りで退団。

## 詳細情報

### 年度別投手成績
| 年 度      | 球 団      | 登 板 | 先 発 | 完 投 | 完 封 | 無 四 球 | 勝 利 | 敗 戦 | セ 丨 ブ | ホ 丨 ル ド | 勝 率 | 打 者 | 投 球 回 | 被 安 打 | 被 本 塁 打 | 与 四 球 | 敬 遠 | 与 死 球 | 奪 三 振 | 暴 投 | ボ 丨 ク | 失 点 | 自 責 点 | 防 御 率 | W H I P |
| ---------- | ---------- | ----- | ----- | ----- | ----- | -------- | ----- | ----- | -------- | ----------- | ----- | ----- | -------- | -------- | ----------- | -------- | ----- | -------- | -------- | ----- | -------- | ----- | -------- | -------- | ------- |
| 1996       | ダイエー   | 24    | 0     | 0     | 0     | 0        | 1     | 3     | 0        | --          | .250  | 168   | 37.0     | 43       | 4           | 20       | 0     | 1        | 32       | 1     | 0        | 21    | 20       | 4.86     | 1.70    |
| 1997       | ダイエー   | 49    | 0     | 0     | 0     | 0        | 8     | 5     | 3        | --          | .615  | 247   | 59.2     | 49       | 0           | 30       | 6     | 2        | 46       | 2     | 1        | 17    | 15       | 2.26     | 1.32    |
| 1998       | ダイエー   | 33    | 12    | 0     | 0     | 0        | 6     | 6     | 1        | --          | .500  | 397   | 89.1     | 102      | 11          | 35       | 5     | 1        | 54       | 2     | 5        | 50    | 41       | 4.13     | 1.53    |
| 1999       | ダイエー   | 13    | 11    | 0     | 0     | 0        | 3     | 6     | 0        | --          | .333  | 250   | 54.1     | 73       | 4           | 18       | 0     | 1        | 28       | 2     | 2        | 33    | 30       | 4.97     | 1.67    |
| 2000       | ダイエー   | 3     | 3     | 0     | 0     | 0        | 0     | 2     | 0        | --          | .000  | 54    | 11.1     | 20       | 2           | 3        | 0     | 0        | 5        | 2     | 0        | 13    | 13       | 10.32    | 2.03    |
| 2001       | ダイエー   | 23    | 3     | 0     | 0     | 0        | 1     | 1     | 0        | --          | .500  | 200   | 41.2     | 54       | 5           | 25       | 1     | 3        | 25       | 3     | 1        | 24    | 23       | 4.97     | 1.90    |
| 2002       | ダイエー   | 7     | 0     | 0     | 0     | 0        | 0     | 0     | 0        | --          | ----  | 54    | 11.0     | 16       | 3           | 5        | 1     | 2        | 8        | 1     | 0        | 6     | 6        | 4.91     | 1.91    |
| 2003       | 阪神       | 6     | 0     | 0     | 0     | 0        | 0     | 0     | 0        | --          | ----  | 55    | 10.2     | 21       | 7           | 4        | 0     | 1        | 7        | 1     | 0        | 15    | 15       | 12.66    | 2.34    |
| 2004       | 阪神       | 3     | 0     | 0     | 0     | 0        | 0     | 0     | 0        | --          | ----  | 11    | 2.2      | 2        | 0           | 1        | 0     | 0        | 3        | 0     | 0        | 0     | 0        | 0.00     | 1.13    |
| 2005       | 阪神       | 1     | 0     | 0     | 0     | 0        | 0     | 0     | 0        | 0           | ----  | 8     | 1.0      | 4        | 0           | 1        | 0     | 0        | 0        | 0     | 0        | 4     | 4        | 36.00    | 5.00    |
| 2006       | 横浜       | 21    | 0     | 0     | 0     | 0        | 0     | 1     | 0        | 0           | .000  | 76    | 16.1     | 16       | 2           | 8        | 0     | 2        | 14       | 1     | 0        | 7     | 7        | 3.86     | 1.47    |
| 通算：11年 | 通算：11年 | 183   | 29    | 0     | 0     | 0        | 19    | 24    | 4        | 0           | .442  | 1520  | 335.0    | 400      | 38          | 150      | 13    | 13       | 222      | 15    | 9        | 190   | 174      | 4.67     | 1.64    |

### 記録
初記録
- 初登板：1996年4月2日、対日本ハムファイターズ1回戦（東京ドーム）、6回裏に3番手で救援登板、2回無失点
- 初奪三振：同上、6回裏に上田佳範から
- 初勝利：1996年4月11日、対オリックス・ブルーウェーブ3回戦（グリーンスタジアム神戸）、2回裏一死に2番手で救援登板、4回無失点
- 初セーブ：1997年4月9日、対日本ハムファイターズ2回戦（福岡ドーム）、9回表に4番手で救援登板・完了、1回無失点
- 初先発登板：1998年6月28日、対西武ライオンズ11回戦（福岡ドーム）、4回2/3を3失点で敗戦投手
- 初先発勝利：1998年7月12日、対近鉄バファローズ16回戦（大阪ドーム）、7回無失点

### 背番号
- 37（1996年 - 2002年）
- 47（2003年 - 2005年）
- 46（2006年 - 2007年）
- 94（2008年 - 2011年）
- 91（2015年 - 2022年）
- 017（2023年）
- 86（2024年）